# 6867 Kuwano
6867 Kuwano è un asteroide della fascia principale. Scoperto nel 1992, presenta un'orbita caratterizzata da un semiasse maggiore pari a 2,5919567 UA e da un'eccentricità di 0,2580803, inclinata di 11,82834° rispetto all'eclittica.
È stato così nominato in onore di Yoshiyuki Kuwano, un astrofilo giapponese.